# Église Sainte-Anne de Gaâfour
L'église Sainte-Anne de Gaâfour, située dans la ville de Gaâfour en Tunisie, est une église catholique construite en 1920. Cédée au gouvernement tunisien en 1964, elle est convertie en maison de la culture du peuple avant d'être laissée à l'abandon.

## Construction de l'église
Le village de Gaâfour est créé de toutes pièces à la fin du XIXe siècle par la Compagnie des chemins de fer Bône-Guelma autour de la gare de la ligne ferroviaire reliant Tunis à Kalâat Khasba. Il est prévu pour y loger les cheminots chargés de l'entretien du matériel roulant de cette ligne vitale pour l'évacuation des minerais extraits des mines de l'ouest du pays.
Après de nombreuses démarches auprès de l'archevêché de Carthage, l'abbé Garcin est enfin envoyé en 1908 à Gaâfour pour célébrer le premier office chrétien dans un local prêté pour l'occasion par un particulier. Mais il faut attendre l'arrivée de l'abbé Legendre en 1911 pour que la compagnie ferroviaire accepte d'acheter en 1912 un lot de terrains de 14,98 ares pour y bâtir une église. La construction va prendre encore plusieurs années, le temps de réunir les fonds, et l'édifice est béni le 24 octobre 1920, en même temps que les trois cloches qui y ont pris place. Il y a alors 700 chrétiens dans la ville. L'édifice est dédié à sainte Anne en hommage aux efforts fournis par Anne Poulain pour que le premier office puisse se tenir en 1908.
Gaâfour est alors le centre de la paroisse dont dépendent plusieurs chapelles à El Aroussa, Sidi Bou Rouis, El Akhouat et El Krib.
|      | Baptêmes | Mariages | Sépultures |
| ---- | -------- | -------- | ---------- |
| 1900 | 0        | 0        | 0          |
| 1910 | 9        | 1        | 1          |
| 1920 | 24       | 13       | 6          |
| 1930 | 38       | 4        | 3          |
| 1940 | 40       | 14       | 7          |
| 1950 | 35       | 10       | 11         |
| 1960 | 1        | 0        | 0          |

## Bâtiment après l'indépendance
Le décret du 2 février 1956 retire la gestion des voies ferrées à la Compagnie fermière des chemins de fer tunisiens pour la confier à la toute nouvelle Société nationale des chemins de fer tunisiens. Les cheminots français sont renvoyés pour être remplacés par des Tunisiens. Le modus vivendi signé entre le gouvernement tunisien et le Vatican le 10 juillet 1964 prend acte de cette diminution de la présence chrétienne à Gaâfour. L'église est cédée gratuitement avec l'assurance qu'elle ne sera utilisée qu'à des fins d'intérêt public compatibles avec son ancienne destination.
Elle est alors transformée en maison de la culture du peuple avant d'être laissée à l'abandon.

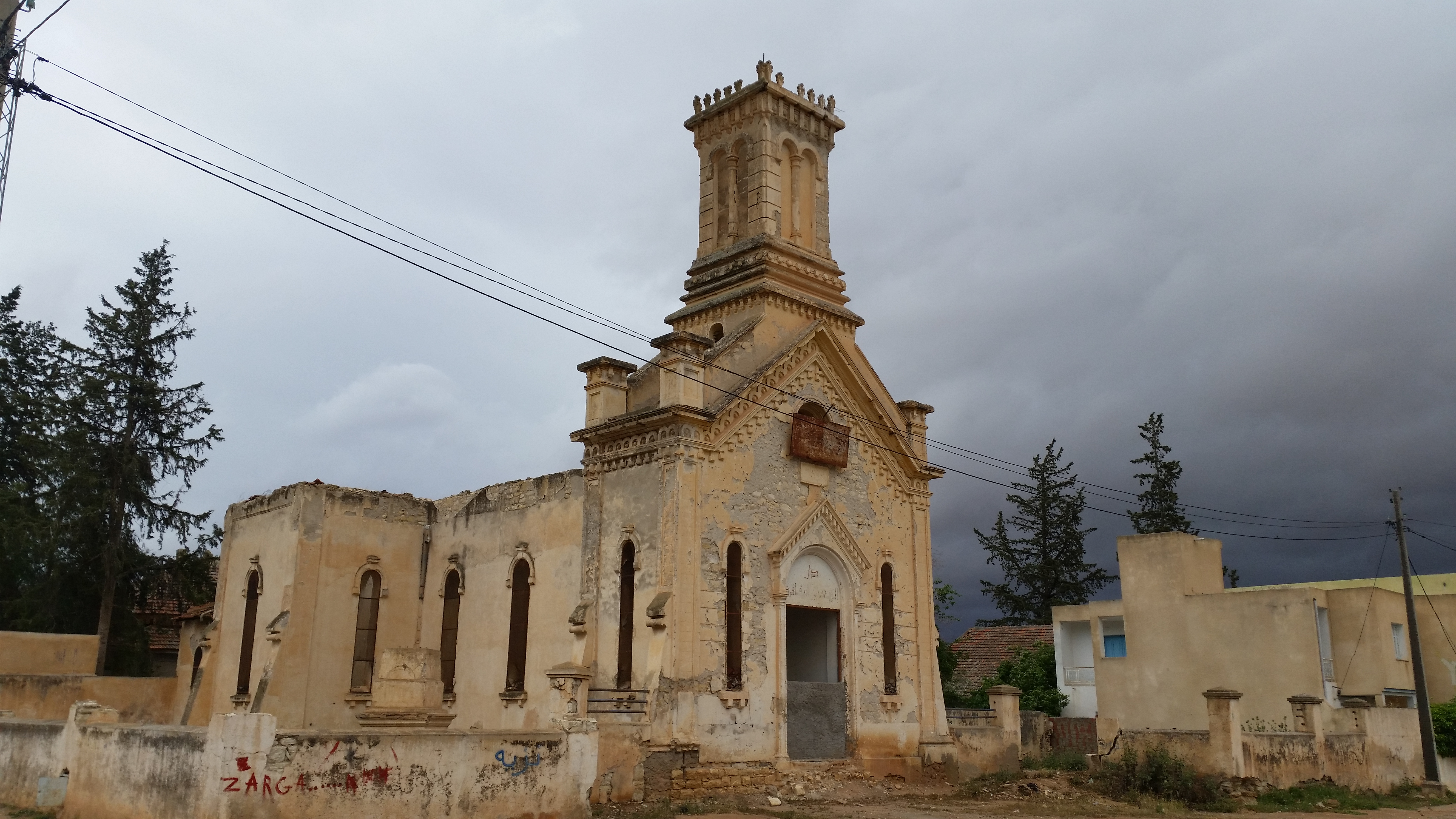
Vue générale.
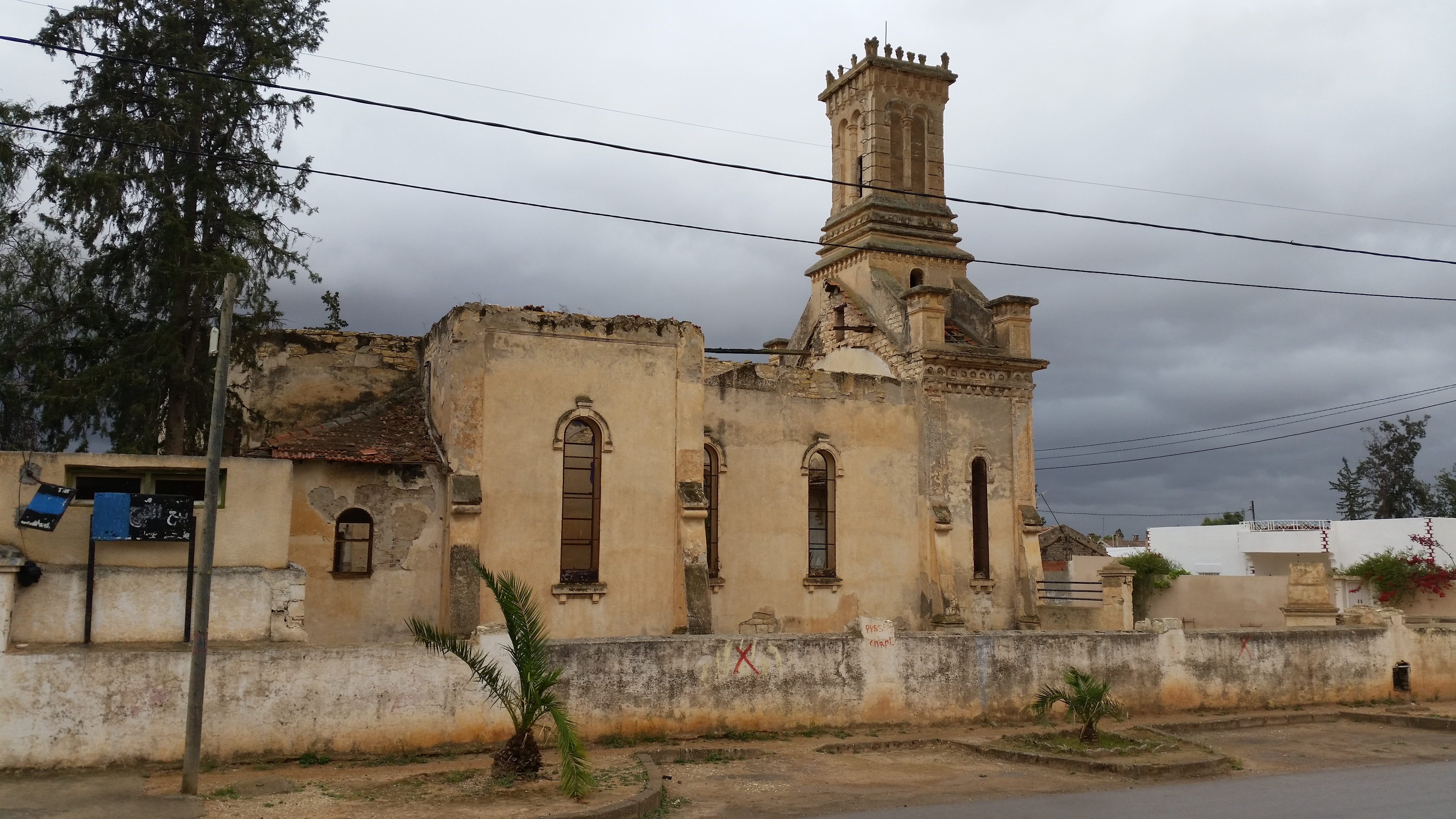
Façade nord-ouest.
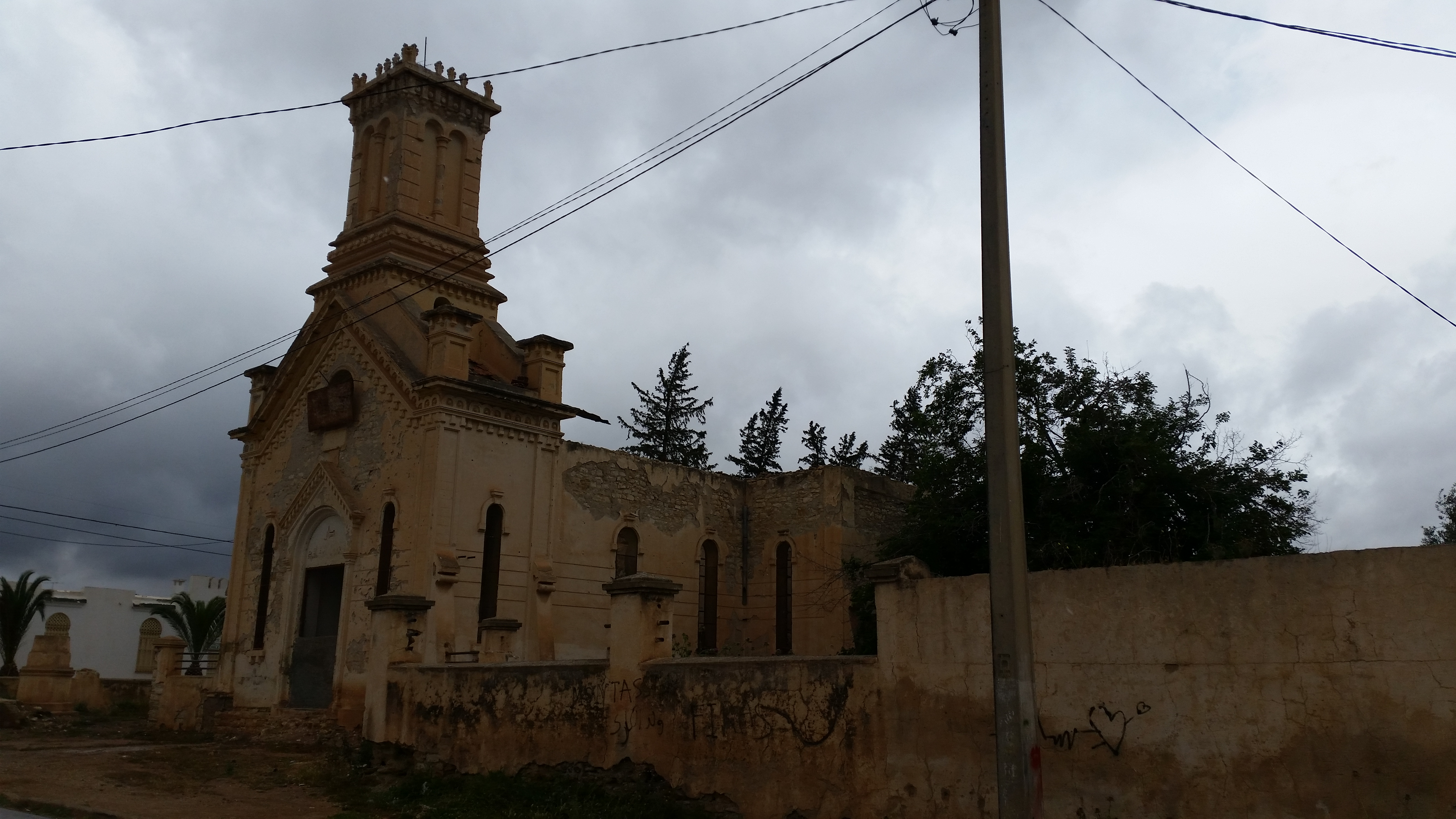
Façade sud-est.
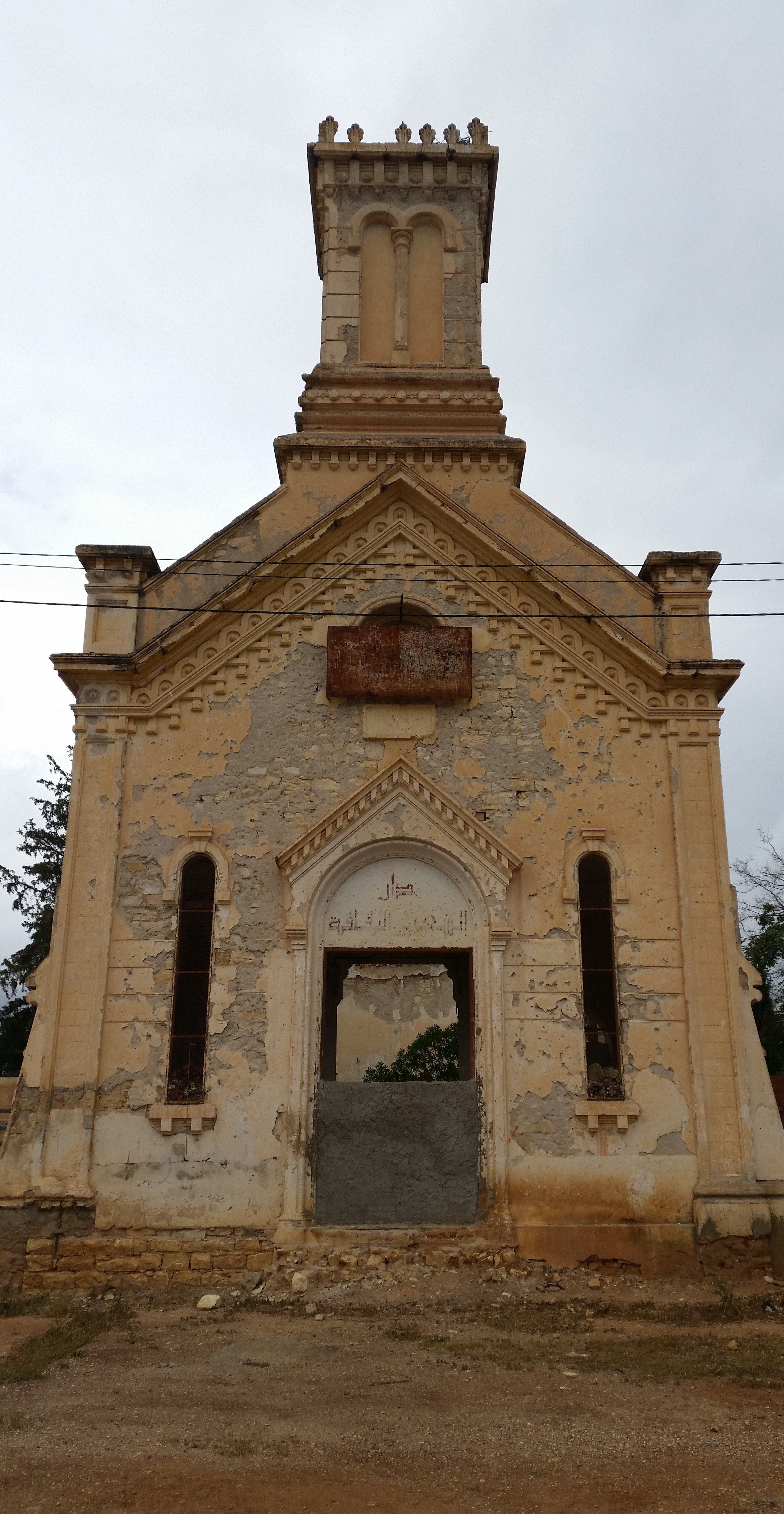
Façade sud-ouest.
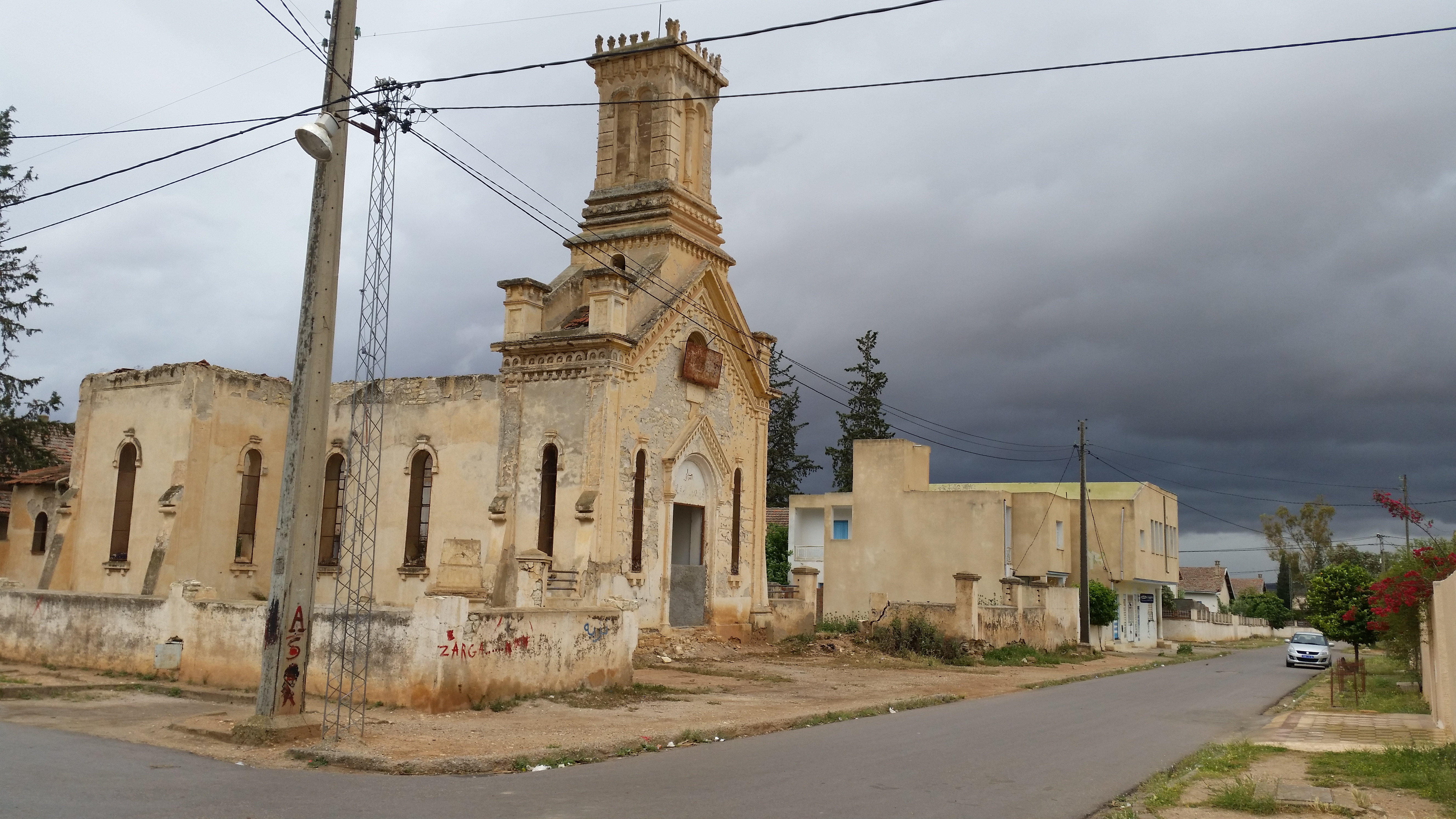
Vue générale.
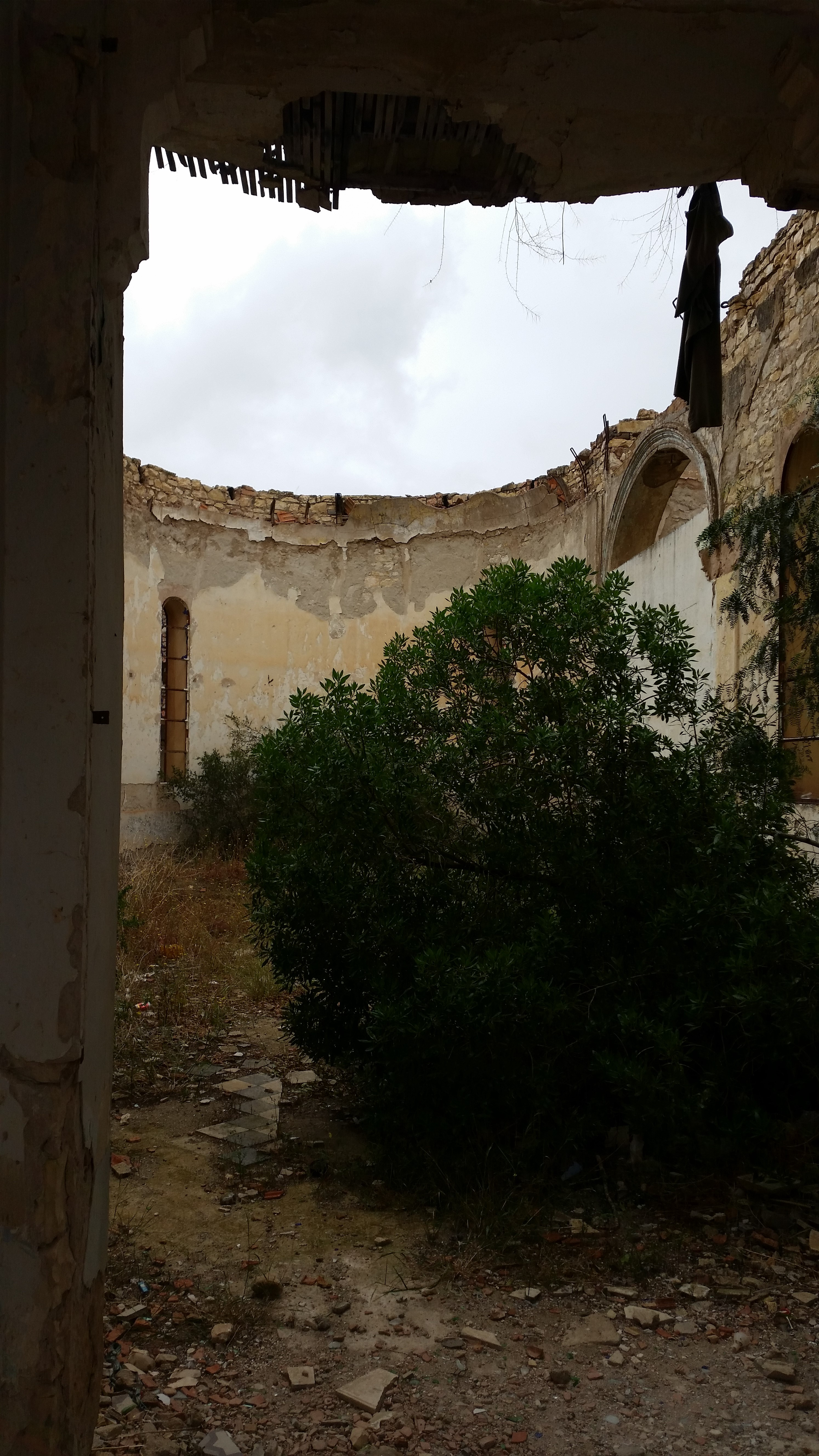
Intérieur côté autel.

## Ecclésiastiques responsables de l'église
- Abbé Garcin (1908-1911) ;
- Abbé Legndre (1911-1920) ;
- Abbé Presti (1920-?) ;
- Abbé Martin (?-1929) ;
- Abbé Boulange (1929-?).